# 堅蜥目
堅蜥目（Aetosauria）又名恩吐龍亞目，意思是「老鷹蜥蜴」，其下只有一科鍬鱗龍科（Stagonolepididae），是一群已滅絕植食性主龍類演化支，身上有重骨板、體型由中到大，生存於三疊紀晚期。
牠們的頭部與巨大身體比是相當小的，頭部外型上有獨特點，前部平坦且鈍狀，類似豬的口鼻部。鑿狀的牙齒是小型、類似葉狀，顯示牠們是植食性動物，但類似豬的牙齒與角質性的口鼻部已在至少一個物種上發現，並被描述成以群居昆蟲為食。在堅蜥類腦殼方面的研究，顯示牠們與鱷形超目關係密切。
跟副鳄形类一樣，牠們有柱狀直立的四肢結構。腳掌類似植龍目的腳掌，兩者都保留了原始特徵。在其他方面，牠們擁有典型的伪鳄类（副鳄形类）身體與大而強壯的尾巴。但是前肢與後肢相比相當小，所有的堅蜥類都是四足動物。
這些動物有厚重地骨板（大多數應是用來防護掠食者），骨板呈大型四角形，彼此互相契合，保護身體的背部、側部、腹部、尾巴。在現實生活中，這些骨板可能由角狀物覆蓋者。
原始的屬，例如諾利階時期分布廣泛的堅蜥屬、與卡尼階的科荷馬鱷（Coahomasuchus），體型較小，約1公尺長。而更先進的物種體型較大，身長大約3公尺長，而其中的正體龍、副正體龍，擁有寬廣類似烏龜的身體，其他像是鏈鱷，身體狹窄，身長約5公尺，肩膀上有大型針狀物，應該是種防護結構。
堅蜥類化石在蘇格蘭、格陵蘭、美國東部的西南部份、阿根廷、馬達加斯加等地發現。
因為牠們的骨板經常被保存下來，也因牠們是全球廣佈，但在地層上分布的範圍很短，所以堅蜥目與植龍目成為三疊紀晚期的重要四足標準化石。

## 下级分类
鍬鱗龍科包括以下属：
- Acaenasuchus Long & Murry, 1995
  - Acaenasuchus geoffreyi Long & Murry, 1995
- 壮蜥属 Acompsosaurus Mehl, 1915
- 阿达马纳鳄属 Adamanasuchus Lucas, Hunt & Spielmann, 2007
- 鵟形蜥属 Aetobarbakinoides Desojo, Ezcurra & Kischlat, 2012
  - 巴西鵟形蜥 Aetobarbakinoides brasiliensis Desojo et al., 2012
- 似坚蜥属 Aetosauroides Casamiquela, 1960
- 坚蜥属 Aetosaurus Fraas, 1877，恩吐龙属
- Apachesuchus Spielmann & Lucas, 2012
- Argentinosuchus Casamiquela, 1960
- 科荷馬鱷屬 Coahomasuchus Heckert & Lucas, 1999
- Episcoposaurus Cope, 1888
- Gorgetosuchus Heckert, Schneider, Fraser & Webb, 2015
- 珂库里盾龙属 Kocurypelta Czepiński, Dróżdż, Szczygielski, Tałanda, Pawlak, Lewczuk, Rytel & Sulej, 2021
- 隆鱷屬 Longosuchus Hunt & Lucas, 1990
- 盧卡斯鱷屬 Lucasuchus Long & Murry, 1995
- 新似坚蜥属 Neoaetosauroides Bonaparte, 1969
- 副正體龍屬 Paratypothorax Long & Ballew, 1985
- Polesinesuchus Roberto-Da-Silva, Desojo, Cabreira, Aires, Müller, Pacheco & Dias-Da-Silva, 2014
- 雷東達鱷屬 Redondasuchus Hunt & Lucas, 1991
- 里奥阿里巴鳄属 Rioarribasuchus Lucas et al., 2006
- Scutarx Parker, 2016
- Sierritasuchus Parker, Stocker & Irmis, 2008
- 鍬鱗龍屬 Stagonolepis Agassiz, 1845
- Stegomus Marsh, 1896
- Stenomyti Small & Martz, 2013
  - Stenomyti huangae Small & Martz, 2013
- 特髏鱷屬 Tecovasuchus Martz & Small, 2006
- 正體龍屬 Typothorax Cope, 1875

## 外部連結
- 主龍形下綱 - 堅蜥目 - Palaeos網站 (英文)
- 堅蜥類簡介 - Ben Creisler (簡介)
- 堅蜥目簡介 （页面存档备份，存于） - 加州大學古生物博物館